# Droga wojewódzka 577
Die Droga wojewódzka 577 (DW 577) ist eine 46 Kilometer lange Droga wojewódzka (Woiwodschaftsstraße) in der polnischen Woiwodschaft Masowien, die Łąck mit Ruszki verbindet. Die Strecke liegt im Powiat Płocki, im Powiat Gostyniński und im Powiat Sochaczewski.

## Streckenverlauf
Woiwodschaft Masowien, Powiat Płocki
-  Łąck (DK 60)
- Zdwórz
-  Gąbin (Gombin) (DW 574)
- Topólno
- Konstantynów

Woiwodschaft Masowien, Powiat Gostyniński
- Czyżew
-  Sanniki (DW 583, DW 584)
- Szkarada
- Brzezia
- Aleksandrów

Woiwodschaft Masowien, Powiat Sochaczewski
- Kaptury
- Karłowo
- Brzozów Stary
- Giżyce
- Wężyki
- Sarnów
- Janów
-  Ruszki (DK 50)